# Sonderpolizei
Sonderpolizei (särpolis) är en tysk term för en typ av offentlig myndighet vilken i sin verksamhet endast i begränsad utsträckning utövar polisiär myndighetsutövning. 

## Nazityskland
Sonderpolizei lydde inte under de normala nazityska polismyndigheterna och var inte i normalfallet underställt Orpo, Kripo eller Gestapo.

### Omfattning
Som Sonderpolizei räknades:
- Bahnschutzpolizei, Deutsche Reichsbahns driftspolis.
- Reichsbahnfahndungsdienst, Deutsche Reichsbahns kriminalpolis.
- SS-Bahnschutz, Deutsche Reichsbahns företagshemvärn.
- Postschutz,  Deutsche Reichsposts driftvärn.
- SS-Funkschutz, företagshemvärn för radio- och telekommunikationer.
- SS-Postschutz, bildat 1942 genom sammanslagning av Postschutz och SS-Funkschutz.
- Bergpolizei, tillsynsmyndighet för den tyska gruvindustrin.
- Deichpolizei, tillsynsmyndighet för dammar och fördämningar.[1]